# Luigi Domenico Galeazzi
Luigi Domenico Galeazzi (Chions, 14 marzo 1837 – Pordenone, 25 novembre 1918) è stato un avvocato e politico italiano.

## Biografia
Affine fin da giovanissimo alle società segrete di Venezia è stato attivo nella lotta per l'annessione del Veneto all'Italia. Più volte arrestato, esiliato a Torino nel 1859, si laurea in giurisprudenza a Parma e fonda a Firenze la rivista La bibliografia italiana. Torna in Friuli nel 1866. Stabilitosi a Udine lavora come impiegato e segretario del Ministero dell'Interno e del Consiglio di stato per poi essere chiamato a far parte della commissione per la riforma dei tributi locali. Si candida una prima volta deputato nel 1890 ma viene sconfitto per pochi voti. L'obiettivo lo centra nel 1892, venendo eletto, mentre non riesce a spuntarla nel 1895 nonostante l'aiuto richiesto e ottenuto della locale massoneria. 
Consigliere comunale a Chions e sindaco di Pordenone si mette a lungo in contrasto con le locali gerarchie cattoliche per l'ispirazione laica della sua politica sociale, che contrasta la fondazione di asili e scuole religiose in favore di istituzioni laiche. Sostenitore di Giolitti e Crispi durante e dopo il mandato parlamentare si allontana progressivamente dai due per lo scandalo della Banca Romana e la guerra coloniale d'Africa. Convinto assertore dell'attribuzione di maggiori poteri ai comuni sul finire dell'Ottocento rinuncia alla politica nazionale per dedicarsi alla vita amministrativa della sua regione, sostenuto da un vasto elettorato socialista e repubblicano formatosi per il grande impegno del suo studio legale nelle cause dei ceti meno abbienti.
Muore all'età di 81 anni nel novembre del 1918.